# Suvorovo (ort i Bulgarien)
Suvorovo (bulgariska: Суворово) är en ort i Bulgarien.   Den ligger i kommunen Obsjtina Suvorovo och regionen Oblast Varna, i den östra delen av landet, 400 km öster om huvudstaden Sofia. Suvorovo ligger 186 meter över havet och antalet invånare är 4 563.
Terrängen runt Suvorovo är platt norrut, men söderut är den kuperad. Närmaste större samhälle är Devnja, 12,6 km söder om Suvorovo.
Trakten runt Suvorovo består till största delen av jordbruksmark. Runt Suvorovo är det ganska tätbefolkat, med 111 invånare per kvadratkilometer.